# Вишня степова

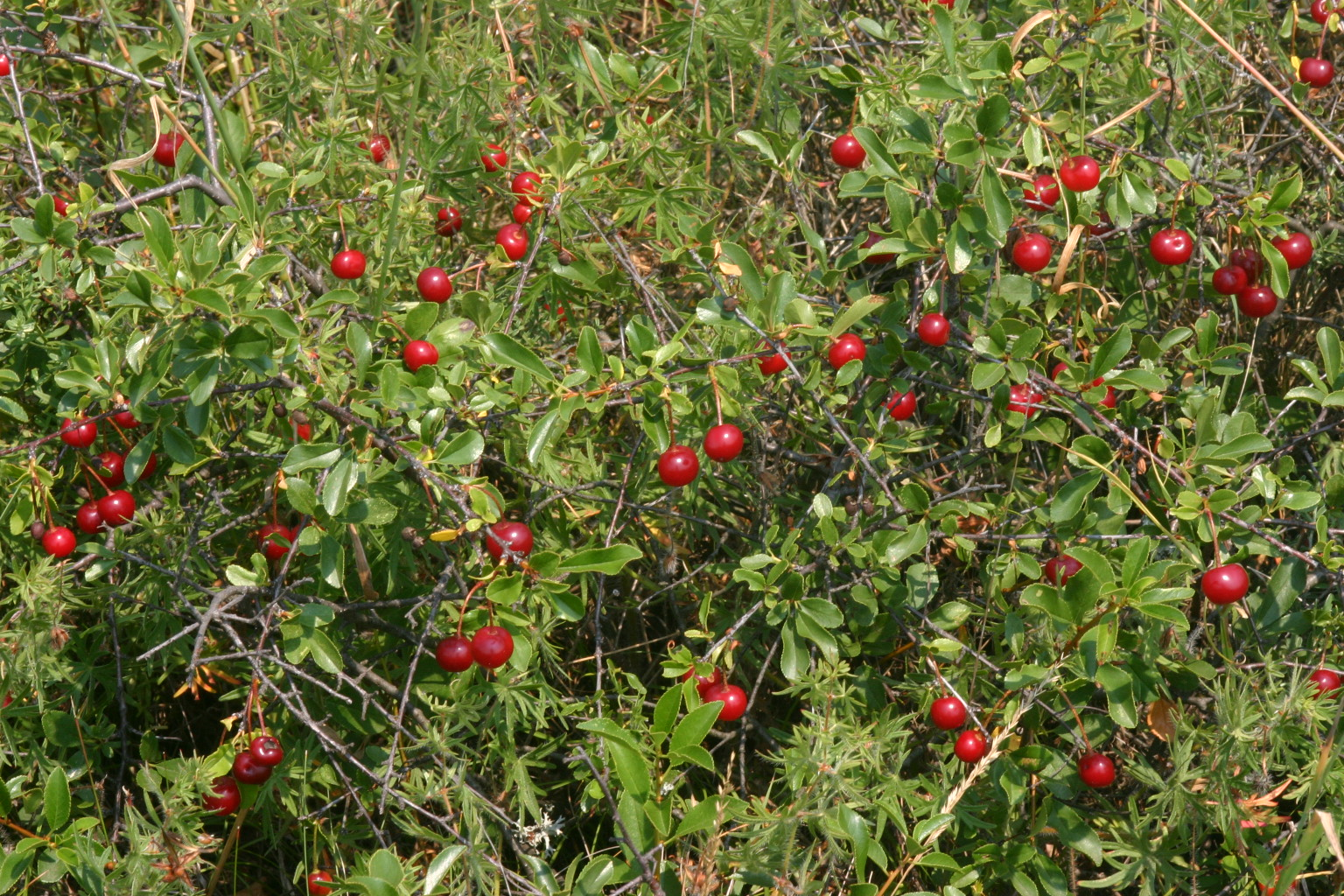
Плоди степової вишні

Вишня степова, вишня кущова, слива кущова, степова вишня (лат. Prúnus fruticósa) — дерево (кущ) родини розових заввишки 0,2—2 м, найчастіше бувають 1-1,6 м заввишки. Листки вишні степової дрібні, цілісні, подібні до листків вишні звичайної, квітки теж дрібні, зібрані в коротенькі зонтикоподібні 3-4-квіткові суцвіття на кінцях дуже коротких пазушних пагонів. Віночок і численні (20- 25) тичинки прикріплені до увігнутого квітколожа, на дні якого міститься вільна зав'язь. По дну квітколожа розміщені нектарники. Плід — округло-яйцеподібна, червона або темно-червона кістянка.
Свіжі плоди кисло-солодкі, містять 7-13 % цукрів, 0,1-2,5 % органічних кислот, до 0,8 % дубильних речовин, вітамін С, каротин та ін. Росте на степових ділянках, узліссях, схилах, серед чагарників. Культивується здавна, її дуже цінують садоводи як матеріал для гібридизації.